# Festiwal Nowa Muzyka
Festiwal Nowa Muzyka (Tauron Nowa Muzyka) – festiwal muzyczny, odbywający się w Katowicach, wcześniej także w Cieszynie, prezentujący muzykę z pogranicza jazzu i elektronicznej muzyki tanecznej.

## Historia
Pierwsza edycja festiwalu odbyła się w 2006 roku w Szybie Wilson w Katowicach, dwie kolejne edycje odbyły się w Cieszynie. Od 2009 roku główna lokalizacja festiwalu to tereny byłej Kopalni Węgla Kamiennego w Katowicach. Od początku istnienia festiwal skupiał się na twórczości artystów z pograniczna muzyki elektronicznej, tanecznej i jazzu. W jego ramach wystąpili tacy muzycy jak: Autechre, DJ Krush, Prefuse 73, Jamie Lidell, Amon Tobin, Flying Lotus, Battles, Bonobo, Fever Ray czy Bonaparte.

## Nagroda „European Festival Awards”
Festiwal trzykrotnie (w 2010, 2012 i 2014 roku) został laureatem nagrody „European Festival Awards” w kategorii „Najlepszy Mały Europejski Festiwal”.

## Formuła festiwalu
Od 2009 roku festiwal odbywa się w ciągu kilku dni pod koniec sierpnia. Niezależnie od tego, w różnych miejscach w trakcie roku odbywają się koncerty w ramach cyklu „Before Tauron Nowa Muzyka”, które w założeniu mają przygotować słuchaczy do głównego, kilkudniowego wydarzenia.

## Lokalizacja
Po dwóch edycjach zorganizowanych na terenie Doliny Trzech Stawów w Katowicach (lata 2012–2013) IX edycja Tauron Festiwalu Nowa Muzyka przeniosła się na teren byłej Kopalni Katowice (KWK „Katowice”), gdzie obecnie znajduje się nowa siedziba Muzeum Śląskiego. Również tam odbyły się jubileuszowe, X oraz XX edycje festiwalu Tauron Nowa Muzyka 2015 i 2025, oraz kolejne edycje (lata 2016–2025).